# Cunninghamites elegans
Cunninghamites elegans — вимерлий вид хвойних рослин родини Cupressaceae і роду Cunninghamites.
Cunninghamites — рід європейської пізньої крейдяної флори.
Залишки голок C. elegans були знайдені в трупах динозавра Edmontosaurus.